# Goonallica virgo
Goonallica virgo là một loài bướm đêm trong họ Noctuidae.